# 존 머레이의 구속
존 머레이의 구속(Redemption Accomplished and Applied)은 존 머레이의 대표적인 작품 중 하나이다.  이 저서는 기독론 중에서 그리스도의 구속의 완성과 그것의 적용에 대하여 개혁신학을 바탕으로 서술되었으며, 그의 관점은 웨스트민스터 신앙고백을 따르는 개혁주의자들에게 많은 영향을 미치고 있다.

## 구성

### 구속의 완성
1. 속죄의 필요성 : 어거스틴과 토머스 아퀴나스가 주장한 가상적 필요성이 잘못되었음을 중명함. 죄의 무게와, 하나님의 거룩함에서 기인한 급진적 필요성에 의해 피흘림에 의한 속죄만이 구원을 가능케함.
2. 속죄의 본질
3. 속죄의 완전성
4. 속죄의 범위
5. 결론

### 구속의 적용
1. 적용의 순서
2. 유효적 부르심
3. 중생
4. 믿음과 회개
5. 칭의
6. 양자됨
7. 성화
8. 견인
9. 그리스도와의 연합
10. 영화